# Dichorisandra angustifolia
Dichorisandra angustifolia là một loài thực vật có hoa trong họ Commelinaceae. Loài này được L.Linden & Rodigas mô tả khoa học đầu tiên năm 1892.